# 콩고 독립국
콩고 독립국(Congo 獨立國, 프랑스어: État indépendant du Congo)은 1885년부터 1908년까지 현재의 콩고 민주 공화국에 존재했던 나라이며, 국가 원수는 벨기에의 왕인 레오폴 2세이다. 수도는 보마에 위치해 있었다.

## 역사

### 성립

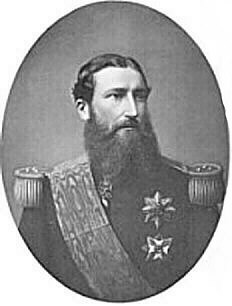
콩고 독립국의 건설자이자 탄압자인 레오폴 2세

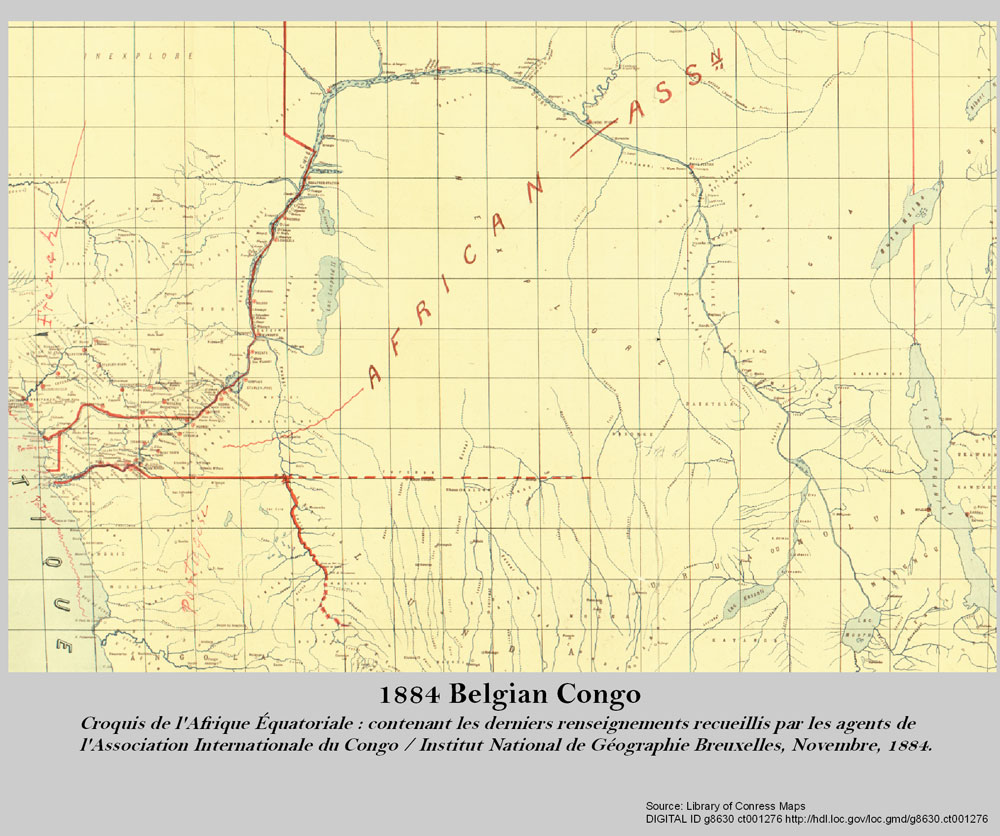
1884년의 벨기에령 콩고

1877년부터 1884년까지 영국 웨일스 태생의 미국 탐험가인 헨리 모턴 스탠리는 벨기에의 국왕인 레오폴 2세의 후원 하에, 지금의 콩고 민주 공화국 일대를 탐험하고 있었다. 당시 스탠리는 지금의 킨샤사에 해당하는 곳에 레오폴드빌이라는 탐험 기지를 건설하고, 이곳에 대한 벨기에의 영유권을 확립시켰다.
이에 스탠리의 후원자이던 레오폴 2세는 이곳을 자신의 개인 사유지로 선포하고, 국제아프리카협회를 운영하면서 식민지 건설을 준비했다. 얼마 못 가서, 이 지역에 '콩고 독립국'이라는 독립국을 건설하고, 벨기에와의 동군연합을 결성하였다. 이는 1884년에 체결된 베를린 회의에 의해 공인된다.

### 레오폴 2세의 인권 침해

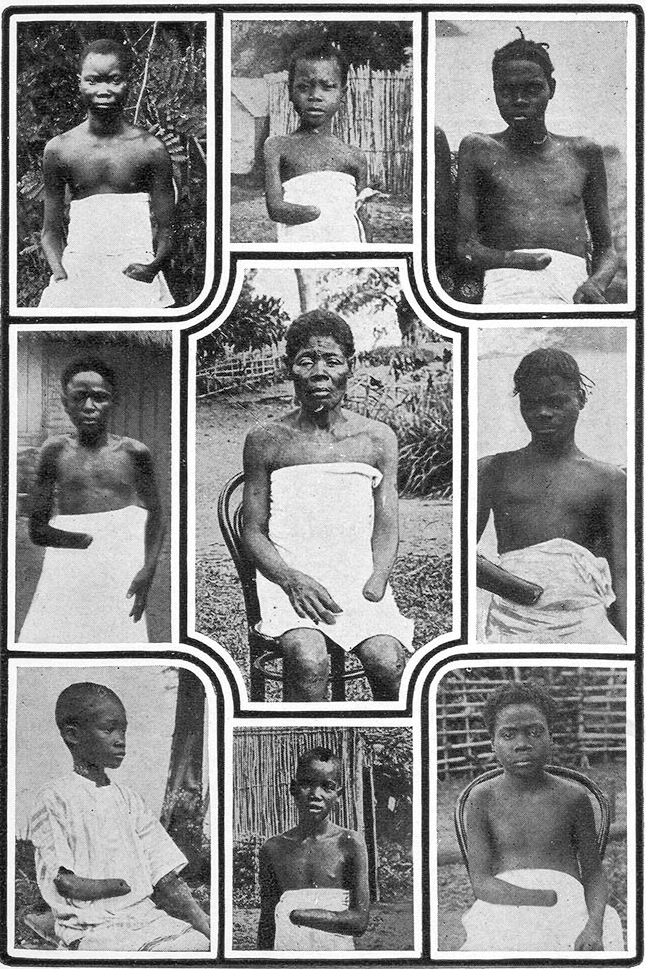
할당된 고무 채취량을 채우지 못해 손발이 잘린 콩고의 노동자들.

1885년에 정식으로 '콩고 독립국'이 세워진 뒤, 레오폴 2세는 이곳에 국영 플랜테이션을 대거 신설하였다. 이곳은 사실상 벨기에 왕실을 중심으로 한, 전제 군주국이었기 때문에, 국왕의 명령은 절대적이었고, 콩고 독립국의 주민들은 엄청난 강제노역에 시달려야 했다. 이곳의 주요 생산물은 고무였고, 레오폴 2세는 주민들에게 각자 할당된 목표량에 해당하는 고무를 채취해 오도록 시켰는데, 목표량을 채우지 못하면, 신체의 일부를 절단하는 행위를 벌이기도 하여, 현지 주민들은 물론, 국내외에서 격렬한 비난을 받게 된다. 또한, 레오폴 2세는 이러한 상상을 초월하는 인권 침해 행위에 대하여 반성의 기미를 보이기는커녕, 콩고 독립국에서 얻어진 수입을 이용해, 사치스러운 생할을 하여 콩고 독립국의 주민들과 국내외의 인도주의자들을 더욱 격분케 했다.

### 해체와 독립
국외와 콩고 독립국 본국은 물론, 벨기에 내에서도 레오폴 2세의 인권 침해를 규탄하는 여론이 거세어지자, 벨기에 의회는 콩고 독립국을 벨기에에 합병하여 정부가 파견한 총독이 통치하는 체제로 전환하는 한편, 콩고 독립국 내 주민들에 대한 인권을 보호하는 것을 골자로 하는 내용의 법률을 통과시켰다. 그러나, 레오폴 2세는 자신에게 막대한 수입을 가져다주는 콩고 독립국에 대한 소유권을 포기할 수 없다며, 이러한 법률 제정에 반대하였다. 하지만, 끝내 자신을 비난하는 여론에 몰린 그는 결국 법률에 따라, 콩고 독립국의 통치권을 포기하고, 왕실의 이름으로 파견된 감독관들을 모두 철수시켰다. 이리하여, 1908년에 콩고 독립국은 벨기에에 정식으로 합병하였고, 이 지역 내에서의 인권 침해가 엄금되는 한편, 많은 사회 간접 자본이 이곳에 설치되었다. 이후, 1960년에는 벨기에령 콩고라는 이름으로 존속하던, 콩고 독립국에 속해있던 지역 전체가 벨기에로부터 독립하여 콩고 민주 공화국이 설치되었다.

## 같이 보기
- 헨리 모턴 스탠리